# Меморіал «Червона гірка» (Євпаторія)
45°12′11″ пн. ш. 33°20′37″ сх. д. / 45.20306° пн. ш. 33.34361° сх. д.
Меморіал «Червона гірка» — меморіальний комплекс у м. Євпаторії, основне місце пам'яті жертв нацизму у місті. Тут поховані жертви німецьких окупантів, розстріляні жителі Євпаторії. Тільки після євпаторійського десанту 1942 року німці розстріляли тут 3000 євпаторійців.

## Історія
Ще в 1954 році для увічнення пам'яті євпаторійців, які загинули в роки окупації, до десятої річниці визволення Євпаторії тут був створений меморіальних комплекс. За проектом київського скульптора Галочкіна і архітектора Дашевського на місці масового розстрілу встановили фігуру воїна, що покладає вінок на братську могилу.
За рішенням Кримського обласного виконавчого комітету в 1969 році братська могила на Червоній гірці була взята на державний облік як пам'ятка історії.
У 1982 році на «Червоній гірці» перепоховали останки восьми моряків-десантників, які загинули під час висадки євпаторійського десанту 1942 року і знайдених під час земляних робіт у парку імені Караєва. 9 травня 1987 року на братській могилі десантників відкрився пам'ятник, автори якого — скульптор О. Прудка, архітектор Махіненко і конструктор Дирда.
Бронзова фігура скорботної матері була встановлена на території меморіалу після його реконструкції в 1985 році. Пам'ятник створили скульптор О. Прудка, архітектори Є. Чубенко та Т. Юзефович.
У 2001 році постановою Кабінету Міністрів України меморіалу надано статус пам'ятки історії національного значення.
Навесні 2008 року почалися роботи з реконструкції та озеленення «Червоної гірки». Реконструкція закінчилася в травні 2009 року, і урочисте відкриття оновленого меморіалу відбулося у пам'ятну дату — 9 травня 2009. На відкритті був присутній 86-річний Олексій Корнієнко, один з останніх, хто залишилився в живих, учасників євпаторійського морського десанту 1942.

## Галерея

Меморіал «Червона гірка»
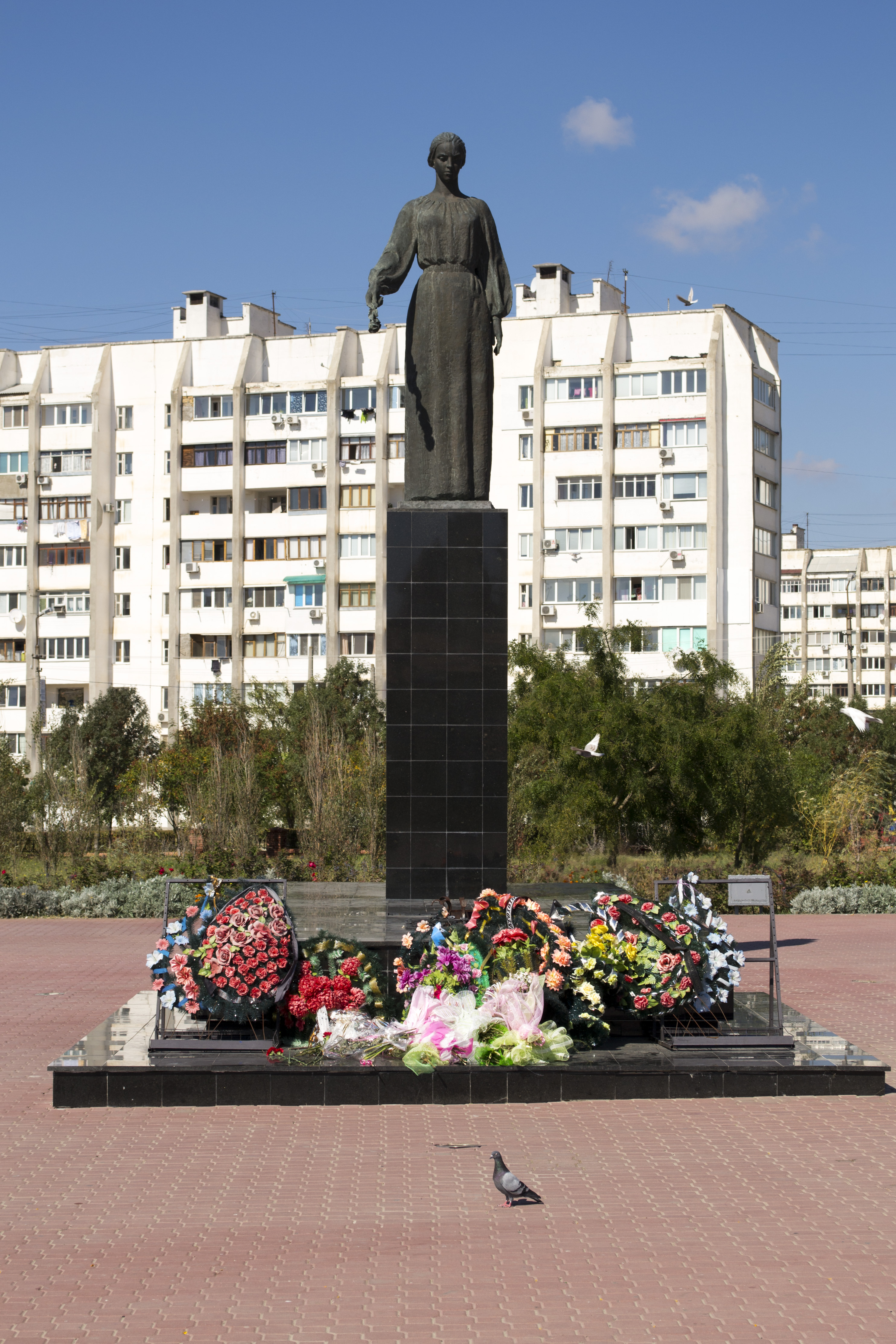
Скульптура скорботної матері